# Vấn đề gây tranh cãi và xung đột của Hướng đạo
Hướng đạo là một phong trào lớn toàn cầu nên đôi khi không tránh được việc bị vướng mắc vào các vấn đề xã hội gây tranh cãi, thí dụ như phong trào đòi dân quyền tại miền Nam Hoa Kỳ và các phong trào kháng chiến quốc gia tại Ấn Độ. Hướng đạo được các sĩ quan Anh giới thiệu đến châu Phi như một công cụ để củng cố sự thống trị của họ, nhưng quyền pháp lý của Đế quốc Anh bị thách thức vì Hướng đạo đã tạo thuận lợi cho sự đoàn kết thống nhất giữa các Hướng đạo sinh châu Phi. Cũng có những vấn đề gây tranh cãi và thách thức bên trong chính phong trào, thí dụ như những nỗ lực hiện thời nhằm biến Hướng đạo Canada thành một tổ chức dân chủ. Bài này đề cập đến những vấn đề gây tranh cãi và khó khăn trong lịch sử cũng như hiện thời cùng với những thí dụ từ nhiều quốc gia khác nhau.

## Các tổ chức Hướng đạo ly khai
Theo năm tháng, có một số tổ chức Hướng đạo đã ly khai khỏi phong trào Hướng đạo chính thống do Hội Nữ Hướng đạo Thế giới (WAGGGS) và Tổ chức Phong trào Hướng đạo Thế giới (WOSM) đại diện và phục vụ. Điều này đôi khi là do các nhóm hay các cá nhân không chịu theo các lý tưởng gốc của Hướng đạo nhưng vẫn muốn tham dự vào các hoạt động như Hướng đạo; ngược lại cũng có các nhóm hay cá nhân tin rằng chính các tổ chức Hướng đạo quốc tế lớn đã rời xa các lý tưởng ban đầu của Hướng đạo vì thế các nhóm này hay cá nhân này muốn tìm lại các lý tưởng ban đầu đó. Cũng có một phong trào Hướng đạo Truyền thống bác bỏ chiều hướng mở rộng toàn cầu để hiện đại hóa Hướng đạo với mục đích thu nhận thêm nhiều người trẻ và phong trào này ủng hộ một nỗ lực nhằm quay về mô hình Hướng ban đầu của Robert Baden-Powell.

## Mâu thuẫn về tôn giáo
Tôn giáo trong Hướng đạo và Nữ Hướng đạo là một khía cạnh của phương pháp Hướng đạo nhưng phương pháp này đã được thực hành và diễn giải một cách khác nhau theo năm tháng.
Không như Lữ đoàn Nam chỉ dành cho Kitô Giáo được khởi đầu hai thập niên trước đó, phong trào Hướng đạo do Baden-Powell thành lập là một tổ chức thanh thiếu niên (với nam là 'Hướng đạo' và nữ là 'Nữ Hướng đạo') không lệ thuộc vào bất cứ niềm tin hay tôn giáo đơn độc nào. Tuy nhiên Hướng đạo vẫn cho rằng tâm linh và một niềm tin với đấng quyền năng cao hơn là chìa khóa phát triển của giới trẻ.
Các tổ chức Hướng đạo được tự do diễn giải phương pháp mà người sáng lập đã đưa ra. Khi thế giới hiện đại ngày càng trở nên thế tục hơn và khi nhiều hội đoàn càng trở nên đa dạng tôn giáo hơn, điều này đã tạo ra những sự hiểu lầm và những điều gây tranh cãi trong một số các tổ chức thành viên trong cùng quốc gia. Có những hội Hướng đạo tại một số quốc gia như Pháp và Đan Mạch đã tách ly với nhau dựa theo cơ bản niềm tin tôn giáo.

### Hà Lan
Năm 1933 một số nhóm Hướng đạo ly khai khỏi tổ chức Nam Hướng đạo quốc gia De Nederlandse Padvinders để thành lập Padvinders Vereniging Nederland vì những khó khăn liên quan đến lời hứa Hướng đạo khởi phát. Vấn đề là những cậu bé không nhìn nhận một thượng đế nhưng vẫn phải tuyên hứa "làm bổn phận đối với Thượng đế" và các nhóm này cũng lo lắng rằng điều này có thể sẽ khiến các cậu bé này thành những kẻ giả dối. Một tổ chức Công giáo La Mã được thành lập năm 1938 tên là Katholieke Verkenners (KV, Hướng đạo Công giáo) vì các giám mục Công giáo La Mã Hà Lan quyết định rằng thanh thiếu niên Công giáo không thể nằm dưới quyền kiểm soát của một hội mà ban điều hành không phải toàn người Công giáo. De Nederlandse Padvinders và the Padvinders Vereniging Nederland gần như đã nhập lại vào năm 1940. Tất cả các tổ chức Nam và Nữ Hướng đạo Hà Lan nhập lại vào năm 1973 thành Hướng đạo Hà Lan (SN).
Lời hứa Hướng đạo Hà Lan là một trong ít lời hứa trên thế giới mà phần ám chỉ đến Thượng đế là không bắt buộc khi nó được phép là một điều ngoại lệ trong điều lệ hướng dẫn của Tổ chức Phong trào Hướng đạo Thế giới.

## Hướng đạo bị cấm bởi chính phủ
Hướng đạo đã từng bị cấm tại một vài quốc gia và hiện nay vẫn còn bị cấm tại một số trong các quốc gia đó. Hướng đạo bị cấm gần như tại tất cả các quốc gia cộng sản, đa số các quốc gia phát xit, và một số quốc gia có các chế độ độc tài như Afghanistan dưới thời Taliban, Malawi và Iran. Việc cấm đoán đã khiến Hướng đạo hoạt động lén lút tại các quốc gia như Ba Lan, Tây Ban Nha thời Franco, và Nam Tư. Liên Xô cấm Hướng đạo năm 1922 và rồi thành lập một tổ chức riêng là Thiếu niên Tiền phong Liên Xô. Tổ chức này sinh ra Phong trào Tiền phong mà hiện nay vẫn còn tồn tại trong một số hình thức tại Cộng hòa Nhân dân Trung Hoa, Cuba, Triều Tiên, Việt Nam, và Tajikistan.
Trước Chiến tranh thế giới thứ hai, Đức, Ý, Nhật, Hungary, và România từng cấm Hướng đạo. Thay vào đó, Đức lập các tổ chức Thiếu niên Hitler; Mussolini có một tổ chức thiếu niên phát xít là Balilla; và Romania dưới thời Thiết Vệ binh có Străjeria.
Hiện nay, các quốc gia không có các tổ chức Hướng đạo được công nhận bên ngoài là Cuba, Triều Tiên, Lào, Myanmar, và Cộng hòa Nhân dân Trung Hoa (trừ các đặc khu hành chánh là Hong Kong và Macau).

### Cuba
Các liên đoàn Hướng đạo đầu tiên của Cuba được thành lập vào năm 1914. Trong những năm tiếp theo có thêm nhiều liên đoàn địa phương lần lượt xuất hiện nhưng vẫn chưa liên kết với nhau thành một hội Hướng đạo quốc gia cho đến năm 1927 khi Hội Hướng đạo Cuba (ASC) được thành lập. Cũng năm ấy hội đã trở thành thành viên của Tổ chức Phong trào Hướng đạo Thế giới (WOSM). Trong những năm đầu, Hướng đạo Cuba gần như theo sát mô hình của Hội Nam Hướng đạo Mỹ.
Hướng đạo Cuba tiếp tục tồn tại cho đến thập niên 1960 và phải ngưng hoạt động sau Cách mạng Cuba năm 1959. Khi ấy các Hướng đạo sinh Cuba thực hiện một số công việc khác nhau như điều khiển giao thông, thu gom thực phẩm, phụ giúp các bệnh viện và thiết lập các trạm sơ cứu. Năm 1961, Tổ chức Phong trào Hướng đạo Thế giới chấm dứt công nhận hội viên của Hướng đạo Cuba vì cho rằng họ đã không còn tồn tại. Các lãnh đạo Đảng Cộng sản Cuba đã thay thế hội này bằng Tổ chức Tiền phong José Martí.
Cuba hiện nay là một trong 6 nước độc lập trên thế giới không có Hướng đạo. Cuba cũng từng là cựu thành viên của Hội Nữ Hướng đạo Thế giới với tên gọi là Asociación de Guías de Cuba nhưng đã không được nhắc đến kể từ năm 1969.

### Đức
Hướng đạo ở Đức bắt đầu từ năm 1909. Sau này Hướng đạo Đức tham gia vào Phong trào Thiếu niên Đức mà Wandervogel cũng là một thành viên của phong trào này. Hướng đạo Đức phát triển mạnh cho đến năm 1934-1935, khi mà gần như tất cả các hội bị giải tán và những thành viên của các hội phải gia nhập vào Thiếu niên Hitler. Ở Tây Đức và Tây Berlin, Hướng đạo được tái hoạt động trở lại sau 1945, nhưng nó vẫn bị cấm ở Đông Đức cho đến 1990 để nhường lại cho Tổ chức Tiền phong Ernst Thälmann và Hội Thiếu niên Đức Tự do (FDJ). Hiện nay, Hướng đạo hiện diện mọi nơi ở Cộng hoà Liên bang Đức thống nhất và gồm có khoảng 150 hội và liên hội khác nhau với khoảng 260.000 nam Hướng đạo sinh và nữ Hướng đạo sinh.

### Nga
Năm 1908, cuốn sách Hướng đạo cho nam của Baden-Powell được xuất bản ở Nga theo lệnh của Sa hoàng Nikolai II. Năm 1909, đoàn Hướng đạo Nga đầu tiên được tổ chức và năm 1914, một hội có tên là Hướng đạo Nga được thành lập. Hướng đạo nhanh chóng được nhân rộng khắp nước Nga cho đến tận Siberia.
Sau Cách mạng tháng 10 năm 1917 và trong cuộc Nội chiến Nga từ 1917 đến 1921, phần lớn các huynh trưởng Hướng đạo và các Hướng đạo sinh đã chiến đấu trong lực lượng Bạch Vệ và các lực lượng can thiệp chống lại Hồng quân. Một số Hướng đạo sinh khác đứng về phía 'Bolshevik' dẫn đến việc thiết lập các tổ chức giống Hướng đạo nhưng có hệ tư tưởng thay đổi, thí dụ như ЮК (Юные Коммунисты, hay những người cộng sản trẻ; phát âm là yuk).
Giữa năm 1918 và 1920, các Đại hội Thanh thiếu niên Cộng sản Liên bang Nga lần thứ hai, ba, và bốn quyết định xóa bỏ phong trào Hướng đạo và thành lập một tổ chức theo kiểu cộng sản mà đưa thanh thiếu niên dưới quyền kiểm soát của nó. Năm 1922, Hội nghị Komsomol toàn-Nga lần thứ hai quyết định thành lập các đơn vị Tiền phong trên cả nước; các đơn vị này sau đó được thống nhất trong cùng năm đó thành Tổ chức Thiếu niên Tiền phong Liên Xô.
Liên Xô (USSR), bao gồm nước Nga, được thành lập năm 1922 và bị giải thể năm 1991. Năm 1990, Đại hội Đại biểu Nhân dân Nga cùng với Boris Yeltsin với tư cách chủ tịch tuyên bố chủ quyền Nga đối với lãnh thổ Nga.
Tổ chức Thiếu niên Tiền phong bị giải tán năm 1990 và cùng năm đó phong trào Hướng đạo bắt đầu tái xuất hiện khi chính phủ buông lỏng hạn chế và cho phép các tổ chức thanh thiếu niên được thành lập để thay thế chỗ trống bỏ lại của Thiếu niên Tiền phong. Một số lãnh đạo củ của Thiếu niên Tiền phong thành lập các liên đoàn Hướng đạo. Có một số vấn đề gây tranh cãi về động cơ tham dự của những người này (xem Các vấn đề gây tranh cãi đối với Vùng Hướng đạo Âu-Á).
Hội Hướng đạo Nga hiện nay là thành viên của Tổ chức Phong trào Hướng đạo Thế giới (WOSM). Nó là một hội Hướng đạo đồng giáo dục và có khoảng 13.920 thành viên tính đến năm 2004.

## Ngăn chặn hay trục xuất các hội Hướng đạo khỏi các tổ chức Hướng đạo quốc tế
Đa số các hội Hướng đạo quốc gia đã cùng nhau thành lập ra các tổ chức Hướng đạo quốc tế nhằm đặt ra các tiêu chuẩn sinh hoạt và điều hợp các hoạt động giữa các hội thành viên. Có ít nhất sáu tổ chức quốc tế phục vụ hàng trăm hội Hướng đạo quốc gia khắp thế giới. Tổ chức Hướng đạo quốc tế lớn nhất là Tổ chức Phong trào Hướng đạo Thế giới, thành lập năm 1920. Có các hội Hướng đạo đã bị ngăn chặn hay bị trục xuất khỏi các tổ chức Hướng đạo quốc tế vì nhiều lý do khác nhau.

### Iraq
Iraq là một trong các nước Á Rập đầu tiên đón nhận phong trào Hướng đạo. Iraq khởi động các chương trình Hướng đạo vào năm 1921, chỉ hai năm sau khi Hội Quốc liên thành lập quốc gia Iraq từ cựu Đế quốc Ottoman. Iraq là một thành viên của Tổ chức Phong trào Hướng đạo Thế giới từ năm 1922 đến năm 1940, và lần thứ hai từ năm 1956 đến 1999.
Sau khi Đảng Baath nắm chính quyền năm 1968 và đặc biệt sau khi Saddam Hussein chiếm quyền năm 1979, các nhóm thanh thiếu niên bị sửa đổi biến thành công cụ phục vụ chính phủ. Một chương trình thay thế, Sói con Saddam, thành lập các "trại hè" mà tại đó các bé trai từ 10 đến 15 tuổi được thử thách đến 14 ngày gồm các bài tập chiến đấu bằng tay với nhau. Lưu trữ ngày 14 tháng 1 năm 2009 tại Wayback Machine Năm 1990, trong thời kỳ Hội đồng Nam và Nữ Hướng đạo Iraq được WOSM công nhận, Iraq có khoảng 12.000 Hướng đạo sinh. Tuy nhiên đến năm 1999, Iraq bị trục xuất khỏi WOSM.
Một ủy ban Hướng đạo Iraq được người Mỹ thành lập vào năm 2004 chính thức tái lập chương trình Hướng đạo hoạt động đầu đủ, hợp pháp và được công nhận tại Iraq. Kể từ đó, phong trào đã được người Iraq lãnh đạo và điều hành.

## Ngăn chặn các cá nhân không cho gia nhập Hướng đạo
Không có vấn đề gây tranh cãi đối với những người phạm tội trầm trọng khi họ bị ngăn cản làm thành viên Hướng đạo nhưng có vấn đề gây tranh cãi liên quan đến việc ngăn cản những người tuân thủ luật lệ gia nhập Hướng đạo.

### Những người vô thần và bất khả tri
"Làm bổn phận đối với Thượng đế" là một nguyên tắc của Hướng đạo khắp thế giới mặc dù nó được áp dụng khác nhau tại các quốc gia. Nam Hướng đạo Mỹ (BSA) giữ lập trường kiên định của mình, không nhận người theo chủ nghĩa vô thần và chủ nghĩa bất khả tri, trong khi Hội Nữ Hướng đạo Mỹ có lập trường ôn hòa hơn. Hội Hướng đạo Vương quốc Anh đòi hỏi các huynh trưởng nhìn nhận có một quyền năng cao hơn nhưng không nhất thiết phải ngăn cản những người vô thần lãnh những vai trò trong Hướng đạo miễn sao ủy viên Hướng đạo địa phương hài lòng rằng huynh trưởng xin gia nhập này sẽ ủng hộ những giá trị của Hướng đạo và tìm hiểu niềm tin của giới trẻ trong phong trào. Hướng đạo Canada định nghĩa Làm bổn phận đối với Thượng đế một cách cởi mở hơn trong ý nghĩa như là "gắn chặt vào những nguyên lý tâm linh" và không có một chính sách ngăn chặn không cho những người vô thần gia nhập. Tại những quốc gia khác, đặc biệt là tại châu Âu, một số tổ chức Hướng đạo có là thế tục hoặc ôn hòa về tôn giáo (thí dụ như Eclaireuses et Eclaireurs de France và Corpo Nazionale Giovani Esploratori ed Esploratrici Italiani).

### Nam nữ đồng giáo
Hướng đạo theo truyền thống được phân chia thành các chương trình dành riêng cho nam và nữ nhưng khắp thế giới hiện nay có sự thay đổi. Có một xu hướng phát triển các chương trình hỗn hợp cho cả hai giới tính trong các tổ chức thành viên của Tổ chức Phong trào Hướng đạo Thế giới. Đa số các tổ chức thành viên của Hội Nữ Hướng đạo Thế giới vẫn là dành cho nữ. Xem Hướng đạo đồng giáo dục để biết thêm chi tiết.

### Đồng tính luyến ái
Tại những quốc gia nơi mà đồng tính luyến ái được công nhận hợp pháp, thường hay có ít nhất một hội Hướng đạo không ngăn cấm người đồng tính luyến ái gia nhập làm thành viên hoặc giữ các vai trò huynh trưởng. Một trường hợp ngoại lệ là Hoa Kỳ nơi "những người thừa nhận mình đồng tính luyến ái" không được phép làm huynh trưởng hay thành viên thiếu niên; ban điều hành quốc gia của Nam Hướng đạo Mỹ, thành viên duy nhất của WOSM, tin rằng Hướng đạo nên phản ánh các giá trị gia đình truyền thống. Hội Nữ Hướng đạo Mỹ, ngược lại, vẫn duy trì một chính sách trung lập hơn "đừng hỏi, đừng nói" (có nghĩa đừng cho ai biết và không ai nên hỏi về vấn đề đồng tính luyến ái). Những người đồng tính bị hạn chế làm thành viên hoặc làm huynh trưởng trong Hướng đạo Canada và đa số các hội Hướng đạo châu Âu, bao gồm Hội Hướng đạo của Vương quốc Anh, Ring deutscher Pfadfinderverbände của Đức, và Svenska Scoutrådet.

### Hoa Kỳ
Nam Hướng đạo Mỹ, tổ chức thanh thiếu niên lớn nhất tại Hoa Kỳ, có chính sách ngăn cấm những người vô thần, bất khả tri, và những người đồng tính luyến ái gia nhập vào chương trình Hướng đạo của nó; cả thiếu niên và người lớn đều sẽ bị tước quyền tham gia nếu phát hiện là một trong số vừa kể. Nam Hướng đạo Mỹ nói rằng các chính sách này là thiết yếu trong sứ mệnh làm thấm nhuần giới trẻ bằng các giá trị của luật Hướng đạo và lời hứa Hướng đạo. Nam Hướng đạo Mỹ cũng cấm nữ gia nhập trong các chương trình thiếu sinh Hướng đạo và ấu sinh Hướng đạo. Các chính sách này gây nhiều tranh cãi và bị một số người xem là kỳ thị.
Quyền pháp lý của Nam Hướng đạo Mỹ đối với các chính sách này đã được cả các toà án tiểu bang và liên bang cho phép tiếp tục sau những vụ thưa kiện. Tối cao Pháp viện Hoa Kỳ xác nhận rằng Nam Hướng đạo Mỹ với tư cách là một tổ chức tư có quyền ấn định các tiêu chuẩn thành viên của mình. Trong những năm gần đây, các vụ tranh cãi về chính sách đã dẫn đến kiện tụng về việc Nam Hướng đạo Mỹ có nên được sử dụng tài nguyên của chính phủ bao gồm đất công.

## Tổ chức Phong trào Hướng đạo Thế giới
Tổ chức Phong trào Hướng đạo Thế giới (WOSM) có số thành viên là 155 tổ chức Hướng đạo quốc gia với hơn 28 triệu người.  Lưu trữ ngày 2 tháng 2 năm 2007 tại Wayback Machine  Lưu trữ ngày 2 tháng 2 năm 2007 tại Wayback Machine WOSM chỉ công nhận một tổ chức Hướng đạo quốc gia cho mỗi quốc gia. Tại nhiều quốc gia, tổ chức Hướng đạo quốc gia là một liên hội gồm hơn một tổ chức Hướng đạo. Các hội Hướng đạo được đại diện bởi một liên hội Hướng đạo chung thường là các hội bị phân chia theo căn bản tôn giáo (thí dụ Đan Mạch và Pháp), chủng tộc (thí dụ, Bosnia và Israel), hoặc ngôn ngữ mẹ đẻ (thí dụ, Bỉ và Canada). 
WOSM đòi hỏi các tổ chức Hướng đạo quốc gia thành viên phải kèm theo "bổn phận đối với Thượng đế" trong lời hứa Hướng đạo (xem Các yêu cầu của Tổ chức Phong trào Hướng đạo Thế giới). Các yêu cầu này gây nhiều khó khăn cho những người theo chủ nghĩa vô thần và chủ nghĩa bất khả tri khi muốn gia nhập Hướng đạo.

### Vùng Hướng đạo Á-Âu
Có một số các vấn đề gây tranh cãi vì trong hàng ngũ lãnh đạo cao cấp của Vùng Âu-Á có các cựu lãnh đạo Thiếu niên Tiền phong. Mục tiêu tiên khởi của Thiếu niên Tiền phong (tư cách thành viên có lẽ là thiếu tự nguyện) là sự truyền bá chủ nghĩa cộng sản đến thanh thiếu niên. Để làm rắc rối thêm vấn đề, các tổ chức này đã áp dụng nhiều cách gài bẫy các tổ chức Hướng đạo mà họ hất cẳng. Vì những kinh nghiệm tiêu cực đó với các tổ chức thanh thiếu niên cộng sản, Hướng đạo tại Vùng Âu-Á đã tái sinh một cách chậm chạp. Những người ủng hộ thì thấy sự thừa kế công việc và cơ sở vật chất của Thiếu niên Tiền phong là sáng sủa tích cực. Những người chống đối đã nhận thấy rằng Vùng Âu-Á giống như một công cụ cho phép những cựu thành viên của Thiếu niên Tiền phong giữ địa vị ảnh hưởng của họ lên các phong trào thanh thiếu niên thời hậu Xô Viết, và sử dụng các mối liên hệ mới có của họ ngoài vùng để hưởng lợi cho chính họ. Thậm chí việc đặt tổng hành dinh Vùng tại Trại Thiếu niên Tiền phong lịch sử (historic Pioneer Camp) có tên Artek ở Yalta đối với nhiều người đã chứng tỏ sự khống chế của Thiếu niên Tiền phong. Những người chống đối cũng đặt dấu hỏi với chuyện nước Belarus độc tài là một thành viên của Tổ chức Phong trào Hướng đạo Thế giới, ngược lại quy định hướng dẫn đã được nói đến của Tổ chức Phong trào Hướng đạo Thế giới trong khi một quốc gia dân chủ lân cận Ukraina thì không phải là thành viên của Tổ chức Phong trào Hướng đạo Thế giới. Trong những năm sau khi được thành lập, Vùng Âu-Á bị một số người xem là đình trệ trong mục tiêu của vùng: một trong những việc sự việc là trang mạng chính thức của Vùng đã không được cập nhật giữa năm 2004 và tháng 2 năm 2006.
Các giải pháp khác đã được đề nghị vào lúc giải thể Liên Xô, và hiện nay vẫn còn được xem là các chọn lựa khả dĩ, theo những người chỉ trích việc thành lập Vùng Âu-Á, là nên chia Vùng này vào các Vùng châu Âu, Vùng châu Á-Thái Bình Dương, và Vùng Ả Rập theo đường ranh văn hóa và địa lý quốc gia để đem đến cho các Hướng đạo sinh nhiều triển vọng mới mẽ. Như các quốc gia vùng Baltic - Estonia, Litva và Latvia - đã gia nhập Vùng châu Âu, đó là thí dụ về tiền lệ cho giải pháp này. Ngoài ra, không có Vùng Âu-Á tương đương cho Hội Nữ Hướng đạo Thế giới, các nước cộng hòa được chia theo vùng địa lý giữa các Vùng Nữ Hướng đạo châu Âu và Vùng Nữ Hướng đạo châu Á-Thái Bình Dương của Hội Nữ Hướng đạo Thế giới. Ngoài việc có chung sa hoàng và quá khứ Xô Viết, 12 thành viên của Vùng Âu-Á có ít điểm chung. Một vài quốc gia như Armenia và Azerbaijan đã tiến hành chiến tranh chống lại nhau, vài nước như Gruzia và Ukraina cho phép đối lập trong lúc những nước khác như Belarus và Turkmenistan đã quay trở về chính thể chuyên chế của thời Xô Viết. Hơn nữa, không có một nước cộng hòa nào có phong trào Hướng đạo phát triển trở lại hơn một thập niên. Tin rằng các nước này sẽ có nhiều lợi ích từ sự thành thạo kinh nghiệm của các hội Hướng đạo lân bang trong các Vùng đã nói đến.

## Xung đột khác trong tổ chức Hướng đạo
Các tổ chức Hướng đạo đã từng lâm vào những kiểu xung đột và các vấn đề gây tranh cãi cả nội bộ lẫn quốc tế.

### Canada
Canada là quốc gia duy nhất có trên một tổ chức Hướng đạo riêng biệt được WOSM công nhận. Đó là Hướng đạo Canada và Hội Hướng đạo Canada bị phân cách vì ngôn ngữ.
Một số thành viên của Hướng đạo Canada tức giận vì việc tái tổ chức của Hướng đạo Canada trong đó có việc cấp bậc địa phương mất đi quyền biểu quyết. Để đối phó, SCOUT eh! được thành lập vào năm 2004, một tổ chức gồm có "các thành viên đăng ký của Hướng đạo Canada khắp nơi trên Canada có nhiệt huyết chuyển đổi Hướng đạo Canada thành một hội đoàn dân chủ".
Năm 1998, Hướng đạo Baden-Powell của Canada (B-PSAC) được thành lập tại Canada, bác bỏ việc hiện đại hóa phương pháp Hướng đạo của WOSM và Hướng đạo Canada. Hướng đạo Canada đối đầu hội này tại tòa án và đã thành công khi cho rằng từ "Scout", trong ngữ cảnh của một tổ chức thanh thiếu niên tại Canada, là một thương hiệu của Hướng đạo Canada (Scouts Canada). Cố gắng tranh thủ tại tòa vào năm 1999 không đưa đến kết quả thành công trong việc từ chối cho phép B-PSAC sử dụng tên gọi Baden-Powell.
Hướng đạo Canada từ chối công nhận các thành viên của B-PSAC là Hướng đạo sinh. Họ cho rằng theo các hội Hướng đạo thì "mỗi quốc gia chỉ có một, đó là theo cách mà Baden Powell thành lập Hướng đạo", mặc dù sự thật có đến hai hội Hướng đạo được WOSM công nhận tại Canada.
B-PSAC không còn sử dụng danh xưng Hướng đạo nữa, và đã tái lập thành Baden-Powell Service Association Federation of Canada. Hướng đạo Canada tiếp tục theo dõi B-PSA, và sẽ cho phép thành viên của họ chia sẻ tài nguyên, trang bị và nhân sự của mình.